# لقنورة جدارية
لقنورة جدارية (الاسم العلمي: Lecanora muralis) هي نوع من الفطريات تتبع جنس اللقنورة من الفصيلة اللقنورية.